# Cylindrophasia lateralis
Cylindrophasia lateralis là một loài ruồi trong họ Tachinidae.